# اچ‌ام‌اس اسوالو (۱۷۳۲)
اچ‌ام‌اس اسوالو (۱۷۳۲) (به انگلیسی: HMS Swallow (1732)) یک کشتی بود که طول آن ۱۴۴ فوت (۴۳٫۹ متر) بود.